# باشگاه فوتبال هرماس تبریز
باشگاه فوتبال هرماس فاتحان شیران تبریز، یکی از تیم های تبریز است که بعد از قهرمانی در لیگ استانی آذربایجان شرقی توانست برای اولین بار جواز حضور در چهارمین لیگ معتبر ایران یعنی لیگ دسته سه ایران را کسب کند و این تیم تلاش می کند تا جایگاه خود را در این لیگ ثابت کند و تا بتواند سال های بعد به لیگ های بعدی برود. ورزشگاه خانگی این تیم ورزشگاه باغشمال است که واقع در یکی از محله های شهر تبریز است.

## فصل ها
| فصل     | لیگ        | رتبه | جام حذفی  | توضیحات                |
| ------- | ---------- | ---- | --------- | ---------------------- |
| ۱۳۹۱-۹۲ | لیگ استانی | ۱ام  | صعود نکرد | صعود                   |
| ۱۳۹۲-۹۳ | دسته سه    | -    | دوره‌سوم   | این لیگ نیمه تمام ماند |
| ۱۳۹۳-۹۴ | لیگ استانی |      |           |                        |
| ۱۳۹۴-۹۵ | لیگ استانی |      |           |                        |
| ۱۳۹۵-۹۶ | لیگ استانی |      |           |                        |
| ۱۳۹۶-۹۷ | لیگ استانی |      |           |                        |
| ۱۳۹۷-۹۸ | لیگ استانی | ۱ام  | -         | صعود                   |
| ۱۳۹۸-۹۹ | دسته سه    | ۶    | -         | سقوط به لیگ استانی     |
| ۱۳۹۹-۰۰ | لیگ استانی |      |           |                        |